# Boşnak Dervish Mehmed Pacha
Bochnak Dervich Mehmed Pacha, en turc Boşnak Derviş Mehmet Paşa, né vers 1569 et mort exécuté le 9 décembre 1606, est un homme d'État ottoman d'origine bosniaque qui fut brièvement grand vizir de l'Empire ottoman entre le 21 juin et le 9 décembre 1606.

## Biographie
Comme son épithète l'indique il est originaire de Bosnie,. Né dans une famille chrétienne du sandjak de Bosnie, il est enlevé par les Ottomans dans le cadre du devşirme et devient Janissaire. Il s'élève jusqu'à la cour et devient le chef des jardiniers (bostancıbaşı) du palais.
S'attirant rapidement les faveurs du jeune sultan Ahmed Ier, il est fait vizir et capitan pacha de la flotte impériale par ce dernier malgré la mise en garde de sa mère Handan Sultan.
Lorsque le grand vizir et commandant du front autrichien Lala Mehmed Pacha rentre à Constantinople, le grand amiral Dervish Mehmed Pacha propose de le déplacer sur le front iranien, ce que le sultan Ahmed Ier accepte mais que le principal intéressé refuse, arguant qu'il est déraisonnable de lui retirer la gestion capitale du front autrichien alors même que des pourparlers de paix sont en cours à Zsitvatorok. Pressé d'accepter cette nouvelle nomination par l'empereur (sous peine d'exécution), le grand vizir meurt d'un accident vasculaire cérébral provoqué par le stress ou un empoisonnement de Dervish Mehmed Pacha, qui récupère aussitôt sa position,.
Alors que le sultan prévoit de redistribuer les biens du grand vizir défunt entre l'armée et sa famille, Dervish Mehmed Pacha les fait confisquer, prétextant la résolution d'une pénurie dans les caisses du trésor public. L'ambassadeur anglais Henry Lello (en) remarque qu'il se sert de la même excuse pour s'emparer des revenus excédentaires des fondations pieuses (evkaf) ainsi que de l'argent et des bijoux de certains Juifs qu'il promet de rembourser plus tard.
Refusant de se rendre sur le front iranien (ce qu'il avait pourtant exigé de son prédécesseur), Dervish Mehmed Pacha préfère y envoyer le chef des jardiniers du palais Ferhat Agha. Avant de partir pour la Perse, ce dernier fait un détour en Anatolie occidentale où il réprime violemment une rébellion, provoquant ainsi la fuite de nombreux habitants de cette région vers Constantinople, ce qui ne manque pas de choquer le jeune sultan Ahmed Ier.
Ayant refusé de payer un Juif pour la construction d'un manoir, le Juif décide de se venger en répandant des rumeurs sur l'existence d'un passage secret entre le sous-sol du manoir et le palais du sultan, ce qui permettrait au grand vizir de l'assassiner. Pris de peur, le jeune sultan Ahmed Ier ordonne de le faire exécuter, sans procès ni enquête,.

## Critiques
Contemporain de Dervish Mehmed Pacha, le poète Azmizade Haleti (tr) compose un poème satirique particulièrement acerbe à son égard intitulé Hadd-i Mestan.
Dans ses mémoires, l'ambassadeur anglais Henry Lello (en) dit de Dervish Mehmed Pacha qu'il est le plus compétent des grands vizirs qu'il ait rencontré mais également un homme très cruel.
L'historien turc Mehmed Süreyya (tr) se montre encore plus critique à son égard, le qualifiant de « têtu, trompeur et impuissant ».

## Médias

### Télévision
- Muhteşem Yüzyıl: Kösem, saison 1, il est interprété par Mehmet Kurtuluş.

## Source de la traduction
- (en) Cet article est partiellement ou en totalité issu de l’article de Wikipédia en anglais intitulé « Boşnak Dervish Mehmed Pasha » (voir la liste des auteurs).